# Guilherme I de Nevers
Guilherme I de Nevers (1029 - c. 20 de junho de 1097, 1098 ou 1100) foi conde de Nevers, conde de Auxerre e conde de Tonnerre entre 1040 e 1100.

## Relações familiares
Foi filho de Reinaldo I de Nevers (1000 - 1040), Conde de Nevers, e de Alixe de França (1004 - 1063), Condessa de Auxerre, filha de Roberto II de França (27 de março de 972 - 20 de julho de 1031) e de Constança de Arlês.
Foi casado com Ermengarda de Tonnerre  (1032 - 1083), filha de Reinaldo I de Bar-sur-Seine e Tonnerre, Conde de Tonnerre e de Ervise de Woevre, de quem teve:
1. Reinaldo II de Nevers [3] (1055 - 5 de agosto de 1089), foi com seu pai chefe do condado de Nevers, em 1079 casou com Ide-Raymonde de Forez filha de Artaldo V de Forez e de Ida de la Forez.
2. Guilherme de Nevers (1045 - depois de 1099) foi com seu pai em 1090 chefe do condado.
3. Roberto de Nevers (? - 12 de fevereiro de 1095), Conde e bispo de Auxerre em 1076.
4. Ermengarda de Nevers casada com Huberto de Beaumont-au-Maine, Visconde do Maine, Senhor de Beaumont e Sainte-Suzanne.
5. Helvise de Nevers, casada com Guilherme de Evreux (? - 1118), conde de Evreux.
6. Sibila de Nevers (1058 – 1078) casada com Hugo I, Duque da Borgonha.